# 政治法學
政治法學（Political Jurisprudence）是一個法律理論，由加州大學伯克利分校的法律學者Martin Shapiro提出，就是有時候法官的判決是基於政治原因而不一定是最公正的，法院是政治機構而法官是政客。法官不再如機器般運用案例，而是受到當其時的政治制度和他們自己的政治信仰影響下作出裁決。至於法官可不可以這樣判案，有三個最重要的反對論點：首先，法官不是由民主選舉產生的，他們的意願未必反映了廣大市民的意願，第二，法官通常接受過正式的法律培訓，並曾擔任律師，他們的人生經驗主要是通過訴訟取得，他們未必有足夠的政治智慧，在適當的時候作出恰當的決定；最後，政治上的決定，通常會被視為親政府，和忽視了社會上少數人的權利。
這是一個法律理論，並不代表所有法官所有時候都會這樣做，根據Martin Shapiro的研究，美國最高法院有部份偏離案例的判決，可以用政治法學這個理論來解釋。
1. ↑  Shapiro, Martin. . CreateSpace Independent Publishing Platform. 2011. ISBN 978-1452854861.